# Comuna Săcălășeni, Maramureș
Săcălășeni (în maghiară: Szakállasfalva) este o comună în județul Maramureș, Transilvania, România, formată din satele Coruia, Culcea și Săcălășeni (reședința).

## Demografie
Componența etnică a comunei Săcălășeni
     Români (89,29%)
     Romi (3,53%)
     Alte etnii (0,74%)
     Necunoscută (6,44%)
Componența confesională a comunei Săcălășeni
     Ortodocși (79,78%)
     Martori ai lui Iehova (5,99%)
     Penticostali (3,04%)
     Greco-catolici (1,35%)
     Alte religii (3,04%)
     Necunoscută (6,81%)
Conform recensământului efectuat în 2021, populația comunei Săcălășeni se ridică la 2.438 de locuitori, în creștere față de recensământul anterior din 2011, când fuseseră înregistrați 2.299 de locuitori. Majoritatea locuitorilor sunt români (89,29%), cu o minoritate de romi (3,53%), iar pentru 6,44% nu se cunoaște apartenența etnică. Din punct de vedere confesional, majoritatea locuitorilor sunt ortodocși (79,78%), cu minorități de martori ai lui Iehova (5,99%), penticostali (3,04%) și greco-catolici (1,35%), iar pentru 6,81% nu se cunoaște apartenența confesională.

## Politică și administrație
Comuna Săcălășeni este administrată de un primar și un consiliu local compus din 11 consilieri. Primarul, Emilian Gheorghe Pop[*], de la Partidul Național Liberal, este în funcție din 2004. Începând cu alegerile locale din 2024, consiliul local are următoarea componență pe partide politice:
|  | Partid                          | Consilieri | Componența Consiliului | Componența Consiliului | Componența Consiliului | Componența Consiliului |
|  | ------------------------------- | ---------- | ---------------------- | ---------------------- | ---------------------- | ---------------------- |
|  | Partidul Național Liberal       | 4          |                        |                        |                        |                        |
|  | Uniunea Salvați România         | 2          |                        |                        |                        |                        |
|  | Alianța pentru Unirea Românilor | 2          |                        |                        |                        |                        |
|  | Partidul Social Democrat        | 2          |                        |                        |                        |                        |
|  | Partidul Lege Educație Unitate  | 1          |                        |                        |                        |                        |

## Galerie de imagini

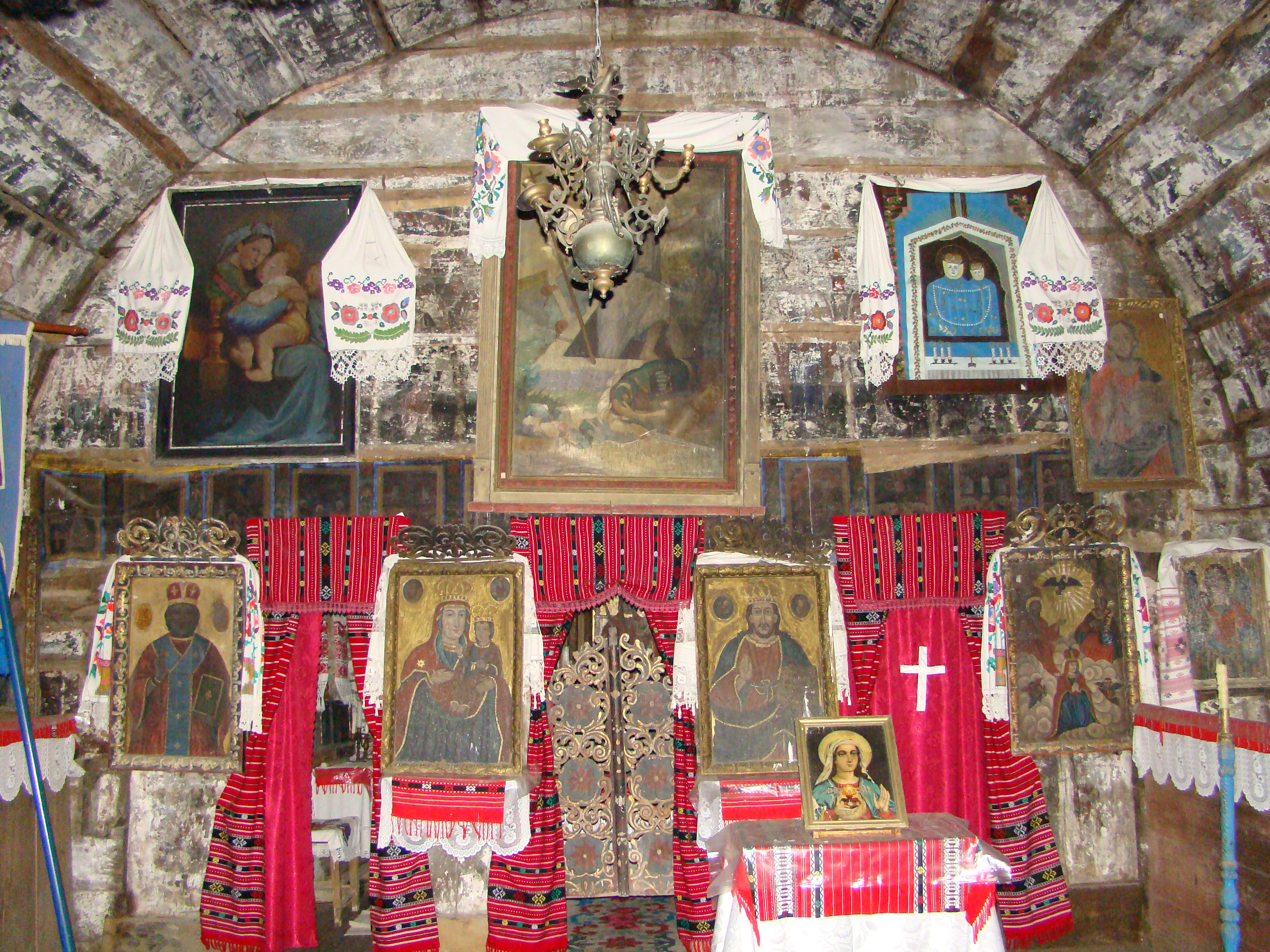
Biserica de lemn din Săcălășeni (iconostasul)
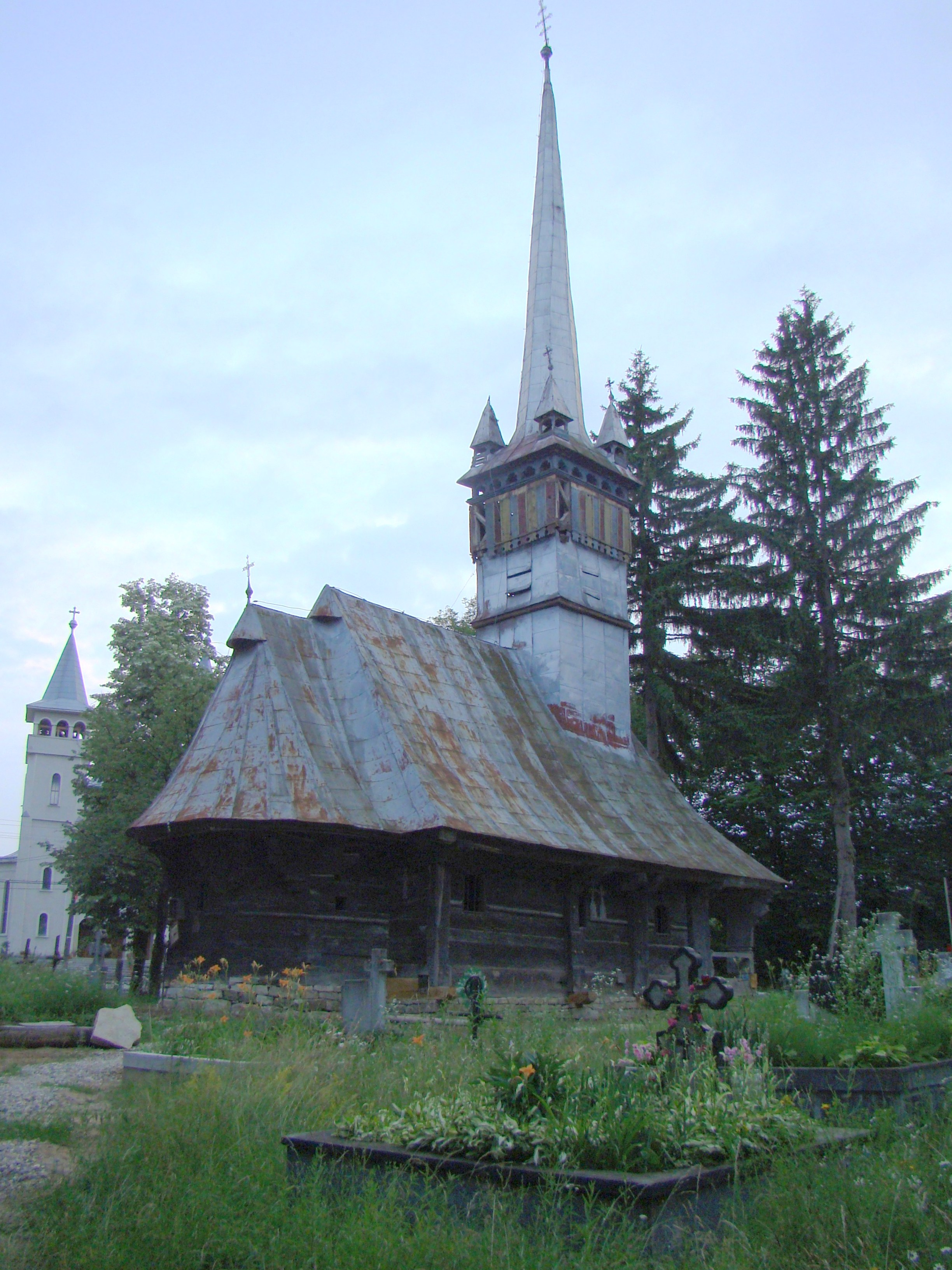
Biserica de lemn din Coruia
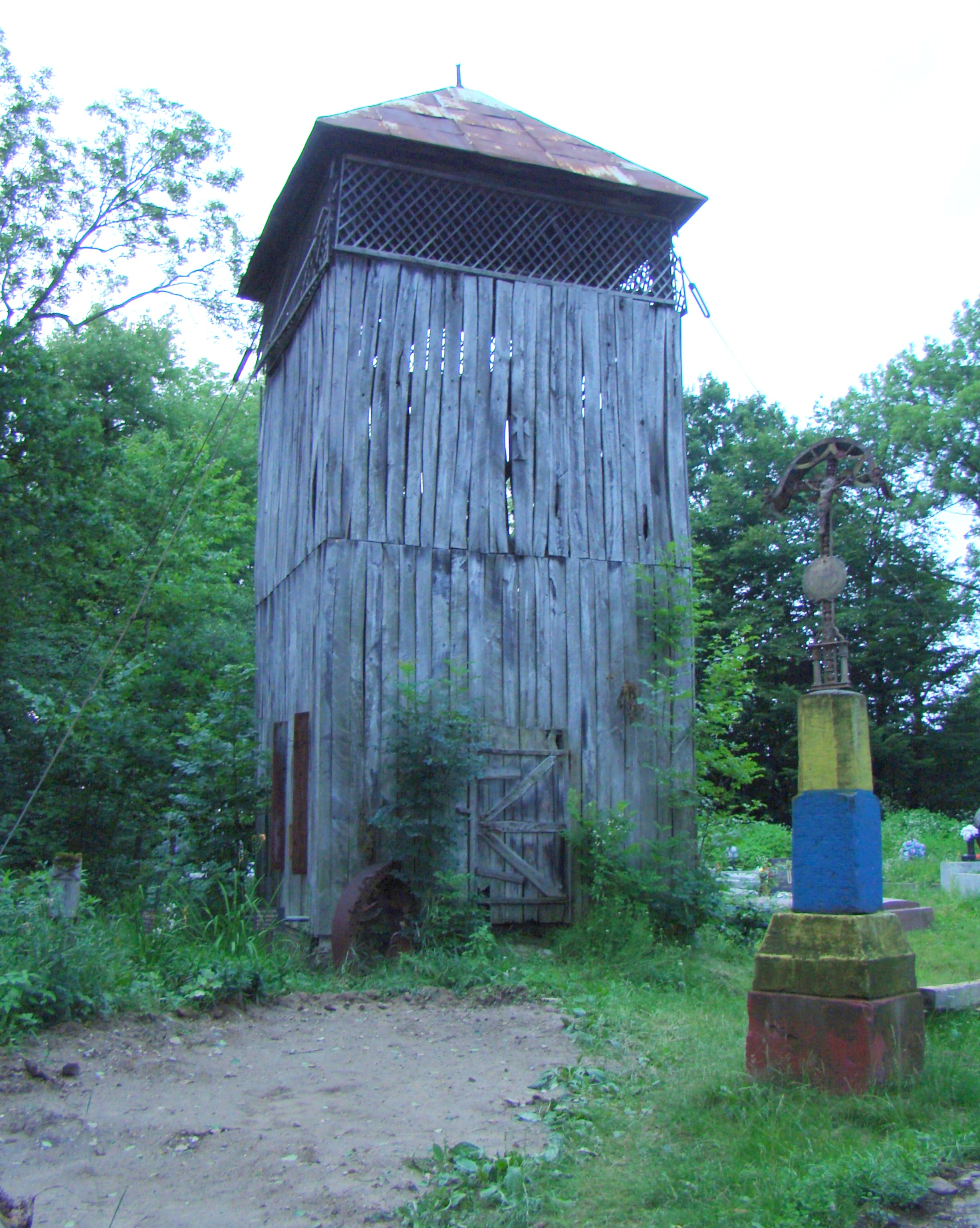
Clopotniţa
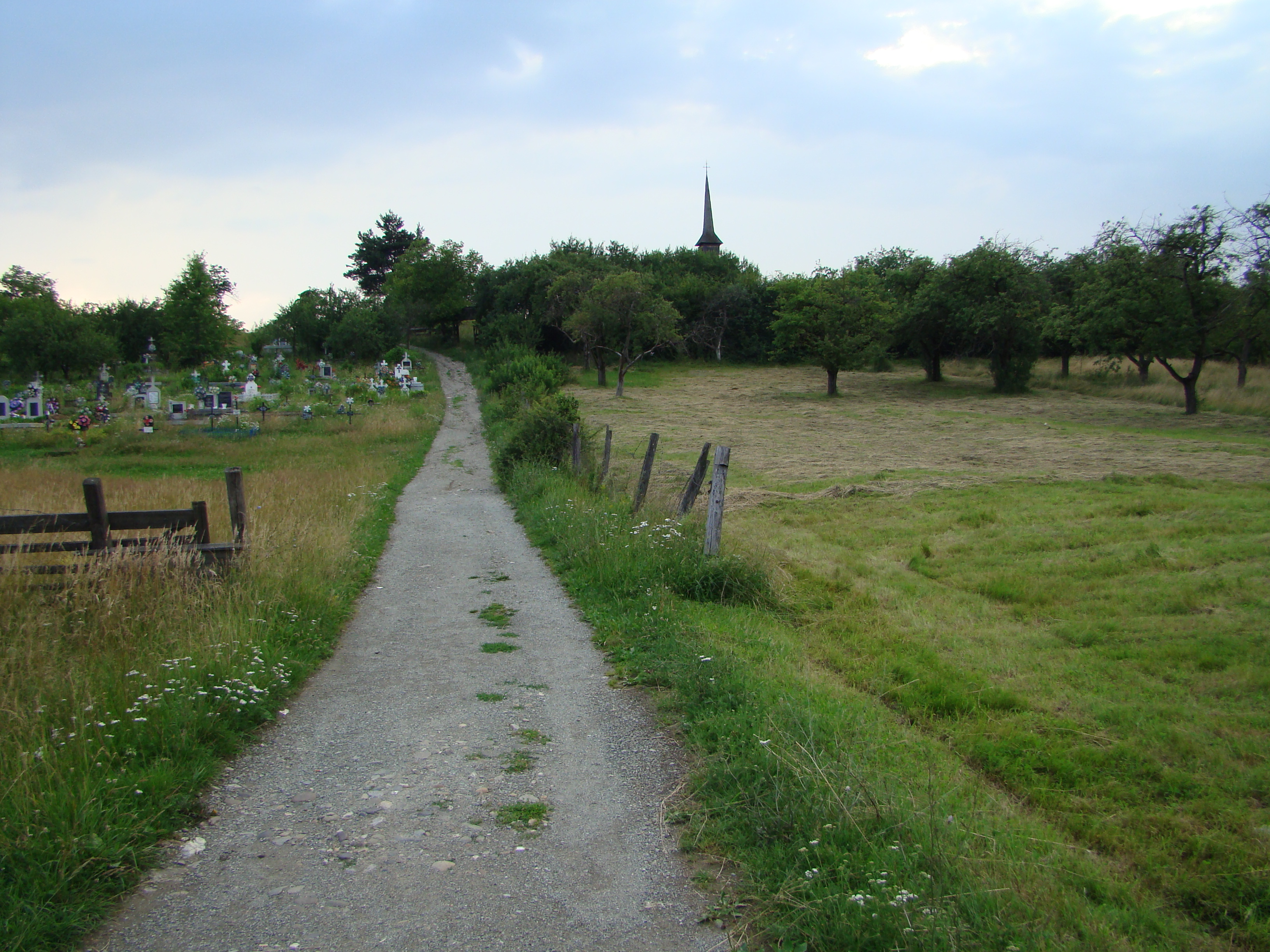
Culcea
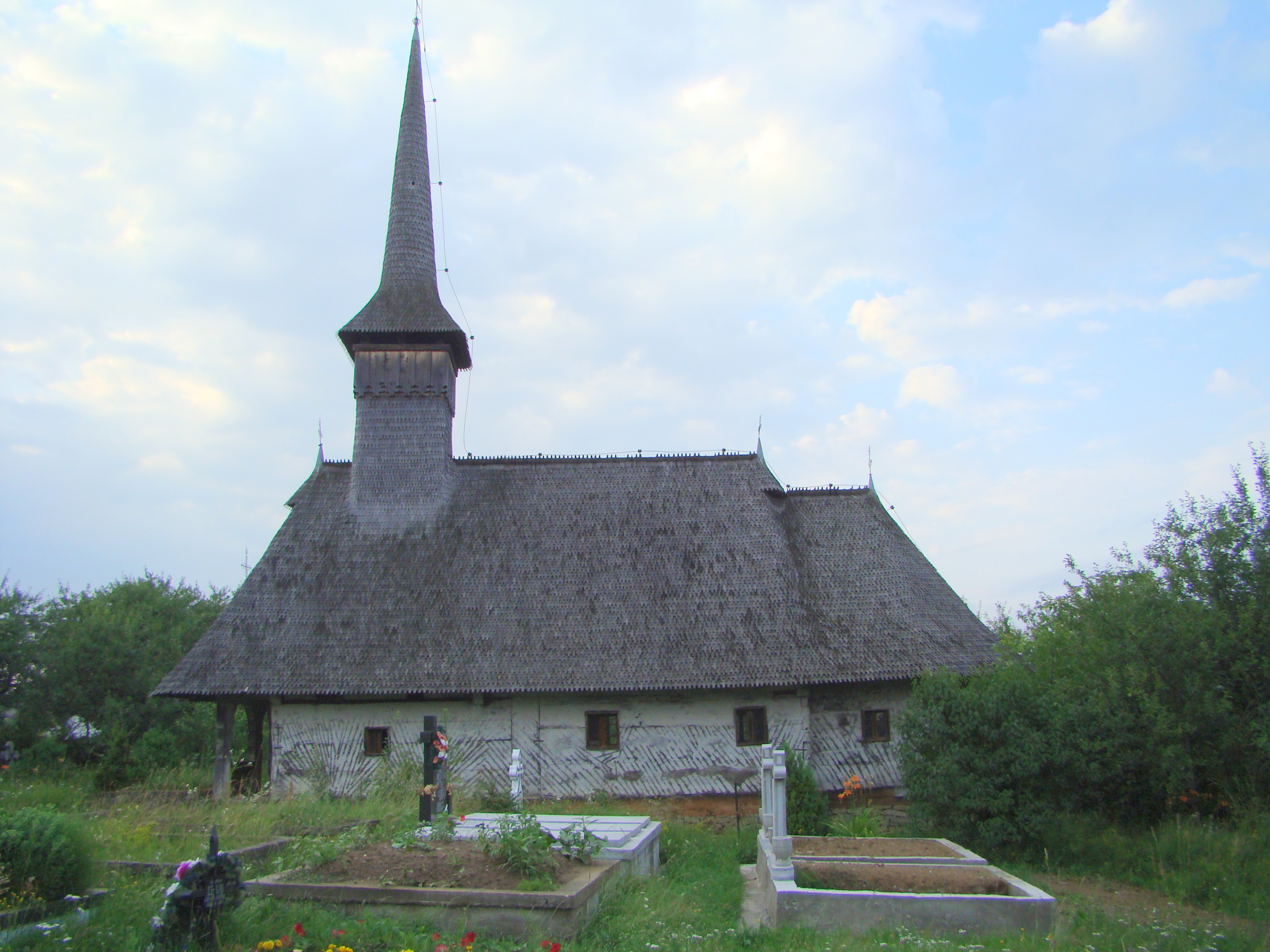
Biserica de lemn din Culcea